# Lista de estações do Metropolitano de Londres

Cartografia

Esta lista inclui todas as estações do Metropolitano de Londres e da Docklands Light Railway em ordem alfabética. Somente as estações de transferência da London Overground com o metropolitano e a DLR estão listados. Ver também a lista completa das estações da Docklands Light Railway, o metropolitano ligeiro de Londres.

## Estações

### A-C
| Estação                           | Linhas(s)[C]                                                   | Autoridade Local          | Zona(s)                | Data de Abertura[D]                                                                   | Nome(s) Anterior(es) | Milhões de passageiros[E] | Locais de Interesse                                                        |
| --------------------------------- | -------------------------------------------------------------- | ------------------------- | ---------------------- | ------------------------------------------------------------------------------------- | --- | ------------------------- | -------------------------------------------------------------------------- |
| Acton Town                        | District, Piccadilly                                           | Ealing                    | Zona 3                 | 20 de Fevereiro de 1910 (reconstrução), data de abertura original: 1 de Julho de 1879 | Mill Hill Park até 1910 | 5774                      | Mill Hill Park                                                             |
| Aldgate                           | Metropolitan[a], Circle                                        | Cidade de Londres         | Zona 1                 | 18 de Novembro de 1876                                                                | | 5572                      | 30 St Mary Axe                                                             |
| Aldgate East                      | Hammersmith & City[d], District                                | Tower Hamlets             | Zona 1                 | 6 de Outubro de 1884, reaberta a 31 de Outubro de 1938                                | Nome proposto antes da abertura: Commercial Road | 7657                      | Brick Lane                                                                 |
| All Saints                        | DLR (Stratford Branch)                                         | Tower Hamlets             | Zona 2                 | 31 de Agosto de 1987                                                                  | | desconhecido              |                                                                            |
| Alperton                          | Piccadilly[h]                                                  | Brent                     | Zona 4                 | 28 de Junho de 1903                                                                   | Perivale-Alperton até 1910 | 3006                      |                                                                            |
| Amersham                          | Metropolitan                                                   | Chiltern                  | 9[G]                   | 1 de Setembro de 1892                                                                 | Amersham & Chesham Bois 1922-34 | 2341                      |                                                                            |
| Angel                             | Northern                                                       | Islington                 | Zona 1                 | 17 de Novembro de 1901                                                                | | 16626                     |                                                                            |
| Archway                           | Northern                                                       | Islington                 | Zona 2 & Zona 3        | 22 de Junho de 1907                                                                   | Highgate 1907-39 Archway (Highgate) 1939-41 Highgate (Archway) 1941-7 O nome proposto antes da abertura era Archway Tavern.                                                 | 7738                      | Highgate Cemetery                                                          |
| Arnos Grove                       | Piccadilly                                                     | Enfield                   | Zona 4                 | 19 de Setembro de 1932                                                                | | 4314                      |                                                                            |
| Arsenal                           | Piccadilly                                                     | Islington                 | Zona 2                 | 15 de Dezembro de 1906                                                                | Gillespie Road até 1932, Arsenal (Highbury Hill) de 5 de Novembro de 1932 até o nome foi gradualmente encurtado                                                             | 2735                      | Emirates Stadium                                                           |
| Baker Street                      | Hammersmith & City[b], Metropolitan, Bakerloo, Circle, Jubilee | Cidade de Westminster     | Zona 1                 | 10 de Janeiro de 1863                                                                 | | 2401                      | Madame Tussauds, Regent’s Park, Royal Academy of Music, London Planetarium |
| Balham                            | Northern                                                       | Wandsworth                | Zona 3                 | 6 de Dezembro de 1926                                                                 | | 11337                     |                                                                            |
| Bank                              | Northern, Waterloo & City, Central, DLR (ramal de Bank)        | Cidade de Londres         | Zona 1                 | 8 de Agosto de 1898†, 29 de Julho de 1991‡                                            | Cidade apenas em W&C até 1940 | 41883                     | Bank of England, Guildhall, Mansion House, Royal Exchange                  |
| Barbican                          | Metropolitan[b], Circle, Hammersmith & City                    | Cidade de Londres         | Zona 1                 | 23 de Dezembro de 1865†, 1 de Março de 1866*                                          | Aldersgate Street até 1910, Aldersgate 1910-23, Aldersgate & Barbican 1923-68                                                                                               | 9559                      | Barbican Centre, Museum of London                                          |
| Barking                           | District[j], Hammersmith & City                                | Barking and Dagenham      | Zona 4                 | 13 de Junho de 1854*, 2 de Junho de 1902†                                             | | 12788                     | Barking Abbey                                                              |
| Barkingside                       | Central                                                        | Redbridge                 | Zona 4[F]              | 1 de Maio de 1903*, 31 de Maio de 1948†                                               | | 0859                      |                                                                            |
| Barons Court                      | District, Piccadilly                                           | Hammersmith and Fulham    | Zona 2                 | 9 de Outubro de 1905                                                                  | | 6698                      | Queen’s Club                                                               |
| Battersea Power Station           | Northern                                                       | Wandsworth                | Zona 1                 | 20 de Setembro de 2021                                                                | |                           |                                                                            |
| Bayswater                         | District[c], Circle                                            | Cidade de Westminster     | Zona 1                 | 1 de Outubro de 1868                                                                  | Bayswater desde a abertura, Bayswater (Queen's Road) datas desconhecidas, Queen's Road (Bayswater) datas desconhecidas, Bayswater (Queen's Road) & Westbourne Grove 1923-33 | 68043                     |                                                                            |
| Beckton                           | DLR (ramal de Beckton)                                         | Newham                    | Zona 3                 | 28 de Março de 1994                                                                   | | desconhecido              |                                                                            |
| Beckton Park                      | DLR (ramal de Beckton)                                         | Newham                    | Zona 3                 | 28 de Março de 1994                                                                   | | desconhecido              |                                                                            |
| Becontree                         | District                                                       | Barking and Dagenham      | Zona 5                 | 28 de Junho de 1926*, 18 de Julho de 1932†                                            | Gale Street Halt até 1926 | 2315                      |                                                                            |
| Belsize Park                      | Northern                                                       | Camden                    | Zona 2                 | 22 de Junho de 1907                                                                   | | 5633                      |                                                                            |
| Bermondsey                        | Jubilee                                                        | Southwark                 | Zona 2                 | 17 de Setembro de 1999                                                                | | 656                       |                                                                            |
| Bethnal Green                     | Central                                                        | Tower Hamlets             | Zona 2                 | 4 de Dezembro de 1946                                                                 | | 14095                     |                                                                            |
| Blackfriars                       | District[i], Circle                                            | Cidade de Londres         | Zona 1                 | 30 de Maio de 1870†, 10 de Maio de 1886#                                              | St Paul's (só linha principal) | 12621                     | Millennium Bridge, Tate Modern, Globe Theatre, Catedral de São Paulo       |
| Blackhorse Road                   | Victoria                                                       | Waltham Forest            | Zona 3                 | 19 de Julho de 1894#, 1 de Setembro de 1968†                                          | | 6179                      |                                                                            |
| Blackwall                         | DLR (ramal de Beckton)                                         | Tower Hamlets             | Zona 2                 | 28 de Março de 1994                                                                   | | desconhecido              |                                                                            |
| Bond Street                       | Central, Jubilee                                               | Cidade de Westminster     | Zona 1                 | 24 de Setembro de 1900                                                                | Os nomes propostos foram Davies Street antes da abertura e Selfridge's em 1909                                                                                              |                           | Bond Street, Oxford Street, Selfridges                                     |
| Boston Manor                      | Piccadilly[m]                                                  | Ealing, Hounslow          | Zona 4                 | 1 de Maio de 1884                                                                     | Boston Road até 1911 | 1864                      |                                                                            |
| Borough                           | Northern                                                       | Southwark                 | Zona 1                 | 18 de Dezembro de 1890                                                                | | 4138                      |                                                                            |
| Bounds Green                      | Piccadilly                                                     | Haringey                  | Zona 3 & Zona 4        | 19 de Setembro de 1932                                                                | | 5498                      |                                                                            |
| Bow Church                        | DLR (Stratford Branch)                                         | Tower Hamlets             | Zona 2                 | 31 de Agosto de 1987                                                                  | | desconhecido              |                                                                            |
| Bow Road                          | District[j], Hammersmith & City                                | Tower Hamlets             | Zona 2                 | 11 de Junho de 1902                                                                   | | 4591                      |                                                                            |
| Brent Cross                       | Northern                                                       | Barnet                    | Zona 3                 | 19 de Novembro de 1923                                                                | Nome proposto para o mapa de 1914 foi Woodstock. Brent até 1976 | 1892                      | Brent Cross                                                                |
| Brixton                           | Victoria                                                       | Lambeth                   | Zona 2                 | 23 de Julho de 1971                                                                   | | 20577                     | Brixton Academy                                                            |
| Bromley-by-Bow                    | District[j], Hammersmith & City                                | Tower Hamlets             | Zona 2 & Zona 3        | 31 de Março de 1858*, 2 de Junho de 1902†                                             | Bromley até 1967† | 2652                      |                                                                            |
| Buckhurst Hill                    | Central                                                        | Epping Forest             | Zona 5                 | 22 de Agosto de 1856* 21 de Novembro de 1948†                                         | | 1549                      |                                                                            |
| Burnt Oak                         | Northern                                                       | Barnet                    | Zona 4                 | 27 de Outubro de 1924                                                                 | Burnt Oak (Watling) | 3173                      |                                                                            |
| Caledonian Road                   | Piccadilly                                                     | Islington                 | Zona 2                 | 15 de Dezembro de 1906                                                                | | 5333                      |                                                                            |
| Camden Town                       | Northern                                                       | Camden                    | Zona 2                 | 22 de Junho de 1907                                                                   | O nome proposto antes da abertura foi Camden Road | 18777                     |                                                                            |
| Canada Water\|Jubilee             | Southwark                                                      | Zona 2                    | 17 de Setembro de 1999 | -                                                                                     | 8949 |                           |                                                                            |
| Canary Wharf                      | Jubilee                                                        | Tower Hamlets             | Zona 2                 | 17 de Setembro de 1999                                                                | - | 41623                     |                                                                            |
| Canary Wharf                      | DLR ((ramal de Lewisham))                                      | Tower Hamlets             | Zona 2                 | 1991                                                                                  | - | desconhecido              |                                                                            |
| Canning Town                      | DLR (Beckton & Woolwich Arsenal Branches), Jubilee             | Newham                    | Zona 3                 | 14 de Junho de 1847* 28 de Março de 1994‡ 14 de Maio de 1999†                         | | 8099                      |                                                                            |
| Cannon Street                     | District[i], Circle                                            | Cidade de Londres         | Zona 1                 | 1 de Setembro de 1866# 6 de Outubro de 1884†                                          | | 4109                      |                                                                            |
| Canons Park                       | Jubilee[e]                                                     | Harrow                    | Zona 5                 | 10 de Dezembro de 1932                                                                | Canons Park (Edgware) até 1933 | 1536                      |                                                                            |
| Chalfont & Latimer                | Metropolitan                                                   | Chiltern                  | 8[G]                   | 8 de Julho de 1889                                                                    | Chalfont Road até 1915 | 1307                      |                                                                            |
| Chalk Farm                        | Northern                                                       | Camden                    | Zona 2                 | 22 de Junho de 1907                                                                   | Proposed name before opening was Adelaide Road | 4652                      |                                                                            |
| Chancery Lane                     | Central                                                        | Cidade de Londres, Camden | Zona 1                 | 30 de Julho de 1900                                                                   | Chancery Lane (Grays Inn) | 14771                     |                                                                            |
| Charing Cross                     | Bakerloo, Northern                                             | Cidade de Westminster     | Zona 1                 | 10 de Março de 1906                                                                   | Trafalgar Square Bakerloo only até 1979, Strand, Charing Cross (Strand) | 22297                     |                                                                            |
| Chesham                           | Metropolitan                                                   | Chiltern                  | 9[G]                   | 8 de Julho de 1889                                                                    | | 0432                      |                                                                            |
| Chigwell                          | Central                                                        | Epping Forest             | Zona 4[F]              | 1 de Maio de 1903*, 21 de Novembro de 1948†                                           | | 0380                      |                                                                            |
| Chiswick Park                     | District                                                       | Ealing                    | Zona 3                 | 1 de Julho de 1879                                                                    | Acton Green até 1887, Chiswick Park & Acton Green 1887-1910 | 2223                      |                                                                            |
| Chorleywood                       | Metropolitan                                                   | Three Rivers              | Zona 7[G]              | 8 de Julho de 1889                                                                    | Chorley Wood até 1915 and 1934-65, Chorley Wood & Chenies 1915-34 | 0999                      |                                                                            |
| Clapham Common                    | Northern                                                       | Lambeth                   | Zona 2                 | 3 de Junho de 1900                                                                    | | 877                       |                                                                            |
| Clapham North                     | Northern                                                       | Lambeth                   | Zona 2                 | 3 de Junho de 1900                                                                    | Clapham Road até 1926 | 5711                      |                                                                            |
| Clapham South                     | Northern                                                       | Wandsworth                | Zona 2 & Zona 3        | 13 de Setembro de 1926                                                                | Proposed name before opening was Nightingale Lane | 731                       |                                                                            |
| Cockfosters                       | Piccadilly                                                     | Enfield                   | Zona 5                 | 31 de Julho de 1933                                                                   | | 1633                      |                                                                            |
| Colindale                         | Northern                                                       | Barnet                    | Zona 4                 | 18 de Agosto de 1924                                                                  | | 3790                      |                                                                            |
| Colliers Wood                     | Northern                                                       | Merton                    | Zona 3                 | 13 de Setembro de 1926                                                                | | 5236                      |                                                                            |
| Covent Garden                     | Piccadilly                                                     | Cidade de Westminster     | Zona 1                 | 11 de Abril de 1907                                                                   | | 12742                     |                                                                            |
| Crossharbour                      | DLR ((ramal de Lewisham))                                      | Tower Hamlets             | Zona 2                 | 31 de Agosto de 1987                                                                  | Originalmente 'Crossharbour', depois 'Crossharbour & London Arena', voltou ao nome original com a demolição da London Arena                                                 | desconhecido              |                                                                            |
| Croxley                           | Metropolitan                                                   | Three Rivers              | Zona 7[G]              | 2 de Novembro de 1925                                                                 | Croxley Green até 1949 | 073                       |                                                                            |
| Custom House                      | DLR (Beckton Branch)                                           | Newham                    | Zona 3                 | 28 de Março de 1994                                                                   | | desconhecido              |                                                                            |
| Cutty Sark for Maritime Greenwich | DLR ((ramal de Lewisham))                                      | Greenwich                 | Zona 2 & Zona 3        | 3 de Dezembro de 1999                                                                 | | desconhecido              |                                                                            |
| Cyprus                            | DLR (Beckton Branch)                                           | Newham                    | Zona 3                 | 28 de Março de 1994                                                                   | | desconhecido              |                                                                            |

### D-H
| Estação                    | Linhas(s)[C]                                | Autoridade Local       | Zona(s)         | Data de Abertura[D]                                                | Nomes Anteriores(s) | Milhões de passageiros[E] | Locais de Interesse |
| -------------------------- | ------------------------------------------- | ---------------------- | --------------- | ------------------------------------------------------------------ | --- | ------------------------- | ------------------- |
| Dagenham East              | District                                    | Barking and Dagenham   | Zona 5          | 1885*, 2 de Junho de 1902 †                                        | Dagenham até 1949 | 2092                      |                     |
| Dagenham Heathway          | District                                    | Barking and Dagenham   | Zona 5          | 12 de Setembro de 1932                                             | Heathway até 1949 | 3725                      |                     |
| Debden                     | Central                                     | Epping Forest          | Zona 6          | 24 de Abril de 1865*, 25 de Setembro de 1949†                      | Chigwell Road até de Dezembro de 1865, Chigwell Lane de Dezembro de 1865-1949 | 1776                      |                     |
| Deptford Bridge            | DLR ((ramal de Lewisham))                   | Lewisham               | Zona 2 & Zona 3 | 20 de Novembro de 1999                                             | | desconhecido              |                     |
| Devons Road                | DLR (Stratford Branch)                      | Tower Hamlets          | Zona 2          | 31 de Agosto de 1987                                               | | desconhecido              |                     |
| Dollis Hill                | Jubilee[e]                                  | Brent                  | Zona 3          | 1 de Outubro de 1909                                               | | 3800                      |                     |
| Ealing Broadway            | District, Central                           | Ealing                 | Zona 3          | 1 de Dezembro de 1838#, 1 de Julho de 1879†                        | Ealing até 1875 | 17528                     |                     |
| Ealing Common              | District, Piccadilly                        | Ealing                 | Zona 3          | 1 de Julho de 1879                                                 | Ealing Common and West Acton 1886-1910 | 3419                      |                     |
| Earl's Court               | District, Piccadilly                        | Kensington and Chelsea | Zona 1 & Zona 2 | 31 de Outubro de 1871 realocada em 1 de Fevereiro de 1878          | | 20861                     |                     |
| East Acton                 | Central                                     | Hammersmith and Fulham | Zona 2          | 3 de Agosto de 1920                                                | | 3644                      |                     |
| East Finchley              | Northern                                    | Barnet                 | Zona 3          | 22 de Agosto de 1867*, 3 de Julho de 1939†                         | East End, Finchley | 5713                      |                     |
| East Ham                   | District[j], Hammersmith & City             | Newham                 | Zona 3 & Zona 4 | 1858*, 1902†                                                       | | 12578                     |                     |
| East India                 | DLR (Beckton Branch)                        | Tower Hamlets          | Zona 2 & Zona 3 | 28 de Março de 1994                                                | | desconhecido              |                     |
| East Putney                | District                                    | Wandsworth             | Zona 2 & Zona 3 | 3 de Junho de 1889                                                 | | 5775                      |                     |
| Eastcote                   | Metropolitan, Piccadilly[k]                 | Hillingdon             | Zona 5          | 26 de Maio de 1906                                                 | Eastcote Halt | 2352                      |                     |
| Edgware                    | Northern                                    | Barnet                 | Zona 5          | 18 de Agosto de 1924                                               | | 3460                      |                     |
| Edgware Road               | Bakerloo                                    | Cidade de Westminster  | Zona 1          | 15 de Junho de 1907                                                | | 3521                      |                     |
| Edgware Road               | Hammersmith & City[c][d], District, Circle  | Cidade de Westminster  | Zona 1          | 1 de Outubro de 1863                                               | | 5993                      |                     |
| Elephant & Castle          | Northern, Bakerloo                          | Southwark              | Zona 1 & Zona 2 | 18 de Dezembro de 1890                                             | | 17132                     |                     |
| Elm Park                   | District                                    | Havering               | Zona 6          | 13 de Maio de 1935                                                 | | 2236                      |                     |
| Elverson Road              | DLR ((ramal de Lewisham))                   | Greenwich              | Zona 2 & Zona 3 | 11 de Novembro de 1999                                             | | desconhecido              |                     |
| Embankment                 | District[i], Bakerloo, Northern, Circle     | Cidade de Westminster  | Zona 1          | 30 de Maio de 1870                                                 | Charing Cross somente na District line até 1915 quando o nome foi dado a toda a estação, Embankment na Bakerloo line apenas 1906-14, Charing Cross (Embankment) na Bakerloo e Northern 1914-5, toda a estação Charing Cross 1915-74, Charing Cross Embankment 1974-1976 | 19973                     |                     |
| Epping                     | Central                                     | Epping Forest          | Zona 6          | 24 de Abril de 1865*, 25 de Setembro de 1949†                      | | 2301                      |                     |
| Euston                     | Northern, Victoria                          | Camden                 | Zona 1          | 20 de Julho de 1837#, 22 de Junho de 1907†                         | | 25783                     |                     |
| Euston Square              | Metropolitan[b], Circle, Hammersmith & City | Camden                 | Zona 1          | 10 de Janeiro de 1863                                              | Gower Street até 1909 | 9959                      |                     |
| Fairlop                    | Central                                     | Redbridge              | Zona 4[F]       | 1 de Maio de 1903* 31 de Maio de 1948†                             | | 0697                      |                     |
| Farringdon                 | Metropolitan[b], Circle, Hammersmith & City | Islington              | Zona 1          | 10 de Janeiro de 1863                                              | Farringdon Street até 1922 Farringdon and High Holborn 1922-36 | 18285                     |                     |
| Finchley Central           | Northern                                    | Barnet                 | Zona 4          | 22 de Agosto de 1867*, 14 de Abril de 1940†                        | Finchley & Hendon até 1894, Finchley (Church End) 1894-1940 | 4942                      |                     |
| Finchley Road              | Metropolitan, Jubilee[f]                    | Camden                 | Zona 2          | 30 de Junho de 1879                                                | | 9778                      |                     |
| Finsbury Park              | Piccadilly, Victoria                        | Islington              | Zona 2          | 1861#, 15 de Dezembro de 1906†                                     | | 24801                     |                     |
| Fulham Broadway            | District                                    | Hammersmith and Fulham | Zona 2          | 1 de Março de 1880                                                 | Walham Green até 1952 | 10291                     |                     |
| Gallions Reach             | DLR (ramal de Beckton)                      | Newham                 | Zona 3          | 28 de Março de 1994                                                | | desconhecido              |                     |
| Gants Hill                 | Central                                     | Redbridge              | Zona 4          | 14 de Dezembro de 1947                                             | Proposed names before opening were North Ilford, and Cranbrook | 4527                      |                     |
| Gloucester Road            | District[c], Piccadilly, Circle             | Kensington and Chelsea | Zona 1          | 1 de Outubro de 1868                                               | Brompton (Gloucester Road) até 1907 | 13606                     |                     |
| Golders Green              | Northern                                    | Barnet                 | Zona 3          | 22 de Junho de 1907                                                | | 7642                      |                     |
| Goldhawk Road              | Hammersmith & City[d]                       | Hammersmith and Fulham | Zona 2          | 1 de Abril de 1914                                                 | | 1593                      |                     |
| Goodge Street              | Northern                                    | Camden                 | Zona 1          | 22 de Junho de 1907                                                | Tottenham Court Road até 1908 | 7936                      |                     |
| Grange Hill                | Central                                     | Redbridge              | Zona 4[F]       | 1 de Maio de 1903*, 21 de Novembro de 1948†                        | | 0395                      |                     |
| Great Portland Street      | Metropolitan[b], Circle, Hammersmith & City | Cidade de Westminster  | Zona 1          | 10 de Janeiro de 1863                                              | Portland Road até 1917, Great Portland Street & Regent's Park 1923-33 | 6211                      |                     |
| Green Park                 | Piccadilly, Victoria, Jubilee               | Cidade de Westminster  | Zona 1          | 15 de Dezembro de 1906                                             | Dover Street até 1933, NB platform name boards showed name as Dover Street (St James) but this name was not carried on either tickets or maps | 30034                     |                     |
| Greenford                  | Central                                     | Ealing                 | Zona 4          | 1 de Outubro de 1904*, 30 de Junho de 1947                         | | 3515                      |                     |
| Greenwich                  | DLR (ramal de Lewisham)                     | Greenwich              | Zona 2 & Zona 3 | 8 de Fevereiro de 1836*, 11 de Novembro de 1999‡                   | | desconhecido              |                     |
| Gunnersbury                | District                                    | Hounslow               | Zona 3          | 1 de Janeiro de 1869*, 1 de Junho de 1877†                         | Brentford Road até 1871 | 3658                      |                     |
| Hainault                   | Central                                     | Redbridge              | Zona 4[F]       | 1 de Maio de 1903*, 31 de Maio de 1948                             | | 2242                      |                     |
| Hammersmith                | District, Piccadilly                        | Hammersmith and Fulham | Zona 2          | 9 de Setembro de 1874                                              | | 27617                     |                     |
| Hammersmith                | Hammersmith & City[d], Circle               | Hammersmith and Fulham | Zona 2          | 13 de Junho de 1864                                                | | 6786                      |                     |
| Hampstead                  | Northern                                    | Camden                 | Zona 2 & Zona 3 | 22 de Junho de 1907                                                | Proposed name before opening was Heath Street | 4308                      |                     |
| Hanger Lane                | Central                                     | Ealing                 | Zona 3          | 30 de Junho de 1947                                                | | 2939                      |                     |
| Harlesden                  | Bakerloo                                    | Brent                  | Zona 3          | 15 de Junho de 1912*, 16 de Abril de 1917†                         | | 2196                      |                     |
| Harrow & Wealdstone        | Bakerloo                                    | Harrow                 | Zona 5          | 20 de Julho de 1837*, 16 de Abril de 1917†                         | Harrow até 1897 | 5055                      |                     |
| Harrow-on-the-Hill         | Metropolitan                                | Harrow                 | Zona 5          | 2 de Agosto de 1880†, 15 de Março de 1899*                         | Harrow até 1894 | 9379                      |                     |
| Hatton Cross               | Piccadilly                                  | Hillingdon             | Zona 5 & Zona 6 | 19 de Julho de 1975                                                | | 3152                      |                     |
| Heathrow Terminals 1, 2, 3 | Piccadilly                                  | Hillingdon             | Zona 6          | 16 de Dezembro de 1977                                             | Heathrow Central | 9307                      |                     |
| Heathrow Terminal 4        | Piccadilly                                  | Hillingdon             | Zona 6          | 12 de Abril de 1986                                                | | 211                       |                     |
| Heathrow Terminal 5        | Piccadilly                                  | Hillingdon             | Zona 6          | 27 de Março de 2008                                                | | desconhecido              |                     |
| Hendon Central             | Northern                                    | Barnet                 | Zona 3 & Zona 4 | 19 de Novembro de 1923                                             | | 5396                      |                     |
| Heron Quays                | DLR ((ramal de Lewisham))                   | Tower Hamlets          | Zona 2          | 31 de Agosto de 1987                                               | | desconhecido              |                     |
| High Barnet                | Northern                                    | Barnet                 | Zona 5          | 1 de Abril de 1872*, 14 de Abril de 1940†                          | | 2613                      |                     |
| High Street Kensington     | District[c], Circle                         | Kensington and Chelsea | Zona 1          | 1 de Outubro de 1868                                               | | 12603                     |                     |
| Highbury & Islington       | Victoria                                    | Islington              | Zona 2          | 28 de Junho de 1904*, 1 de Setembro de 1968†                       | Highbury até 1922 | 13791                     |                     |
| Highgate                   | Northern                                    | Haringey               | Zona 3          | 22 de Agosto de 1867*, 19 de Janeiro de 1941†                      | | 4493                      |                     |
| Hillingdon                 | Metropolitan, Piccadilly[k]                 | Hillingdon             | Zona 6          | 4 de Julho de 1904 realocada em 29 de Junho de 1992                | Hillingdon (Swakeleys) 1934-? [appears as such on all present platform nameboards] Proposed names: Hillingdon Court em 1925, New Hillingdon also em 1925, Hillingdon Park em 1929 along with Hillingdon North and Hillingdon Mount                                      | 1314                      |                     |
| Holborn                    | Central, Piccadilly                         | Camden                 | Zona 1          | 15 de Dezembro de 1906                                             | Holborn (Kingsway) 1933 até suffix was gradually dropped | 31106                     |                     |
| Holland Park               | Central                                     | Kensington and Chelsea | Zona 2          | 30 de Julho de 1900                                                | | 3619                      |                     |
| Holloway Road              | Piccadilly                                  | Islington              | Zona 2          | 15 de Dezembro de 1906                                             | | 7487                      |                     |
| Hornchurch                 | District                                    | Havering               | Zona 6          | 1 de Maio de 1885*, 2 de Junho de 1902†                            | | 1851                      |                     |
| Hounslow Central           | Piccadilly[m]                               | Hounslow               | Zona 4          | 1 de Abril de 1886                                                 | Heston Hounslow até 1925 | 3558                      |                     |
| Hounslow East              | Piccadilly[m]                               | Hounslow               | Zona 4          | 1 de Maio de 1883                                                  | Hounslow até 1884, Hounslow Town 1884-1925 | 3841                      |                     |
| Hounslow West              | Piccadilly[m]                               | Hounslow               | Zona 5          | 21 de Julho de 1884, plataformas realocadas em 14 de Julho de 1975 | Hounslow Barracks até 1925 | 3078                      |                     |
| Hyde Park Corner           | Piccadilly                                  | Cidade de Westminster  | Zona 1          | 15 de Dezembro de 1906                                             | | 5597                      |                     |

### I-M
| Estação                  | Linhas(s)[C]                                                                | Autoridade Local       | Zona(s)            | Data de Abertura[D]                                       | Nomes Anteriores(s) | Milhões de passageiros[E] | Locais de Interesse |
| ------------------------ | --------------------------------------------------------------------------- | ---------------------- | ------------------ | --------------------------------------------------------- | --- | ------------------------- | ------------------- |
| Ickenham                 | Metropolitan, Piccadilly[k]                                                 | Hillingdon             | Zona 6             | 25 de Setembro de 1905                                    | Ickenham Halt | 1068                      |                     |
| Island Gardens           | DLR ((ramal de Lewisham))                                                   | Tower Hamlets          | Zona 2             | 31 de Agosto de 1987                                      | | desconhecido              |                     |
| Kennington               | Northern                                                                    | Lambeth                | Zona 1 & Zona 2    | 18 de Dezembro de 1890                                    | | 4155                      |                     |
| Kensal Green             | Bakerloo                                                                    | Brent                  | Zona 2             | 1 de Outubro de 1916                                      | | 2387                      |                     |
| Kensington (Olympia)     | District                                                                    | Kensington and Chelsea | Zona 2             | 27 de Maio de 1844                                        | Kensington até 1868 Addison Road, Kensington (Addison Road) 1868-1946 | 0952                      |                     |
| Kentish Town             | Northern                                                                    | Camden                 | Zona 2             | 22 de Junho de 1907                                       | | 6433                      |                     |
| Kenton                   | Bakerloo                                                                    | Brent, Harrow          | Zona 4             | 15 de Junho de 1912*, 16 de Abril de 1917†                | | 1443                      |                     |
| Kew Gardens              | District                                                                    | Richmond upon Thames   | Zona 3 & Zona 4    | 1 de Julho de 1869*, 1 de Junho de 1877†                  | | 3298                      |                     |
| Kilburn                  | Jubilee[e]                                                                  | Brent                  | Zona 2             | 24 de Novembro de 1879                                    | Proposed name - Mapesbury, Kilburn and Brondesbury até 1950 | 8502                      |                     |
| Kilburn Park             | Bakerloo                                                                    | Brent                  | Zona 2             | 31 de Janeiro de 1915                                     | | 3363                      |                     |
| King George V            | DLR (Woolwich Arsenal branch)                                               | Newham                 | Zona 3             | 2 de Dezembro de 2005                                     | | desconhecido              |                     |
| King's Cross St. Pancras | Metropolitan[b], Northern, Piccadilly, Circle, Victoria, Hammersmith & City | Camden                 | Zona 1             | 10 de Janeiro de 1863                                     | Met: King's Cross até 1925, King's Cross & St Pancras 1925-7, King's Cross for St Pancras 1927-33, realocada em 14 de Março de 1941 (estação original reaberta como King's Cross Thameslink) Pic: King's Cross até 1927, King's Cross for St Pancras 1927-33 Nor: King's Cross for St Pancras até 1933 | 66359                     |                     |
| Kingsbury                | Jubilee[e]                                                                  | Brent                  | Zona 4             | 10 de Dezembro de 1932                                    | | 3328                      |                     |
| Knightsbridge            | Piccadilly                                                                  | Kensington and Chelsea | Zona 1             | 15 de Dezembro de 1906                                    | | 21575                     |                     |
| Ladbroke Grove           | Hammersmith & City                                                          | Kensington and Chelsea | Zona 2             | 13 de Junho de 1864                                       | Notting Hill até 1880, Notting Hill & Ladbroke Grove 1880-1919, Ladbroke Grove (North Kensington) 1919-38 | 4842                      |                     |
| Lambeth North            | Bakerloo                                                                    | Lambeth                | Zona 1             | 10 de Março de 1906                                       | Kennington Road até de Agosto de 1906, Westminster Bridge Road (original proposed name) 1906-17 | 294                       |                     |
| Lancaster Gate           | Central                                                                     | Cidade de Westminster  | Zona 1             | 30 de Julho de 1900                                       | Proposed name was Westbourne | 572                       |                     |
| Langdon Park             | DLR (Stratford Branch)                                                      | Tower Hamlets          | Zona 2             | 9 de Dezembro de 2007                                     | | -                         |                     |
| Latimer Road             | Hammersmith & City[d]                                                       | Kensington and Chelsea | Zona 2             | 16 de Dezembro de 1868                                    | | 1995                      |                     |
| Leicester Square         | Piccadilly, Northern                                                        | Cidade de Westminster  | Zona 1             | 15 de Dezembro de 1906                                    | Proposed name before opening Cranbourn Street | 38687                     |                     |
| Lewisham                 | DLR ((ramal de Lewisham))                                                   | Lewisham               | Zona 2 & Zona 3    | 1857#, 11 de Novembro de 1999‡                            | | desconhecido              |                     |
| Leyton                   | Central                                                                     | Waltham Forest         | Zona 3             | 22 de Agosto de 1856*, 5 de Maio de 1947†                 | | 12323                     |                     |
| Leytonstone              | Central                                                                     | Waltham Forest         | Zona 3 & Zona 4    | 22 de Agosto de 1856*, 5 de Maio de 1947†                 | | 9445                      |                     |
| Limehouse                | DLR (ramal de Bank)                                                         | Tower Hamlets          | Zona 2             | 1841*, 31 de Agosto de 1987‡                              | Stepney Junction, Stepney East (estação principal adjacente) | desconhecido              |                     |
| Liverpool Street         | Metropolitan[b], Central, Circle, Hammersmith & City                        | Cidade de Londres      | Zona 1             | 2 de Fevereiro de 1874#, 12 de Julho de 1875†             | Bishopsgate até 1909 | 61317                     |                     |
| London Bridge            | Northern, Jubilee                                                           | Southwark              | Zona 1             | 1836#, 25 de Fevereiro de 1900†                           | | 56954                     |                     |
| London City Airport      | DLR (Woolwich Arsenal branch)                                               | Newham                 | Zona 3             | 2 de Dezembro de 2005                                     | | -                         |                     |
| Loughton                 | Central                                                                     | Epping Forest          | Zona 6             | 22 de Agosto de 1856*, 21 de Novembro de 1948†            | | 2466                      |                     |
| Maida Vale               | Bakerloo                                                                    | Cidade de Westminster  | Zona 2             | 6 de Junho de 1915                                        | | 3051                      |                     |
| Manor House              | Piccadilly                                                                  | Hackney, Haringey      | Zona 2 & Zona 3    | 19 de Setembro de 1932                                    | | 9296                      |                     |
| Mansion House            | District[i], Circle                                                         | Cidade de Londres      | Zona 1             | 3 de Julho de 1871                                        | | 511                       |                     |
| Marble Arch              | Central                                                                     | Cidade de Westminster  | Zona 1             | 30 de Julho de 1900                                       | | 14967                     |                     |
| Marylebone               | Bakerloo                                                                    | Cidade de Westminster  | Zona 1             | 1899#, 27 de Março de 1907†                               | Great Central até 1917 (Marylebone era o nome proposto original) | 10801                     |                     |
| Mile End                 | District[j], Hammersmith & City, Central                                    | Tower Hamlets          | Zona 2             | 2 de Junho de 1902                                        | | 12085                     |                     |
| Mill Hill East           | Northern                                                                    | Barnet                 | Zona 4             | 22 de Agosto de 1867*, 18 de Maio de 1941†                | London Mill Hill, Mill Hill for Mill Hill Barracks | 0958                      |                     |
| Monument                 | District[i], Circle                                                         | Cidade de Londres      | Zona 1             | 6 de Outubro de 1884                                      | Eastcheap até de Novembro de 1884 | 41883                     |                     |
| Moor Park                | Metropolitan                                                                | Three Rivers           | Zona 6 & Zona 7[G] | 9 de Maio de 1910                                         | Sandy Lodge até 1923, Moor Park & Sandy Lodge 1923-50 | 0735                      |                     |
| Moorgate                 | Metropolitan[b], Northern, Circle, Hammersmith & City                       | Cidade de Londres      | Zona 1             | 23 de Dezembro de 1865†, 1 de Julho de 1866*              | Moorgate Street on Metropolitan only até 1924 | 21017                     |                     |
| Morden                   | Northern                                                                    | Merton                 | Zona 4             | 13 de Setembro de 1926                                    | | 6282                      |                     |
| Mornington Crescent      | Northern                                                                    | Camden                 | Zona 2             | 22 de Junho de 1907                                       | Proposed name before opening was Seymour Street | 4047                      |                     |
| Mudchute                 | DLR ((ramal de Lewisham))                                                   | Tower Hamlets          | Zona 2             | 31 de Agosto de 1987, realocado em 20 de Novembro de 1999 | | desconhecido              |                     |

### N-R
| Estação           | Linhas(s)[C]                                      | Autoridade Local       | Zona(s)         | Data de Abertura[D]                                  | Nomes Anteriores(s)                                                                                            | Milhões de passageiros[E] | Locais de Interesse |
| ----------------- | ------------------------------------------------- | ---------------------- | --------------- | ---------------------------------------------------- | --- | ------------------------- | ------------------- |
| Neasden           | Jubilee[e]                                        | Brent                  | Zona 3          | 2 de Agosto de 1880                                  | Kingsbury & Neasden até 1910, Neasden & Kingsbury 1910-32                                                      | 3332                      |                     |
| Newbury Park      | Central                                           | Redbridge              | Zona 4          | 1 de Maio de 1903*, 14 de Dezembro de 1947†          | | 3382                      |                     |
| Nine Elms         | Northern                                          | Lambeth                | Zona 1          | 20 de Setembro de 2021                               | |                           |                     |
| North Acton       | Central                                           | Ealing                 | Zona 2 & Zona 3 | 5 de Novembro de 1923                                | | 4992                      |                     |
| North Ealing      | Piccadilly[h]                                     | Ealing                 | Zona 3          | 23 de Junho de 1903                                  | | 0870                      |                     |
| North Greenwich   | Jubilee                                           | Greenwich              | Zona 2 & Zona 3 | 14 de Maio de 1999                                   | | 1728                      |                     |
| North Harrow      | Metropolitan                                      | Harrow                 | Zona 5          | 22 de Março de 1915                                  | | 1432                      |                     |
| North Wembley     | Bakerloo                                          | Brent                  | Zona 4          | 15 de Junho de 1912*, 16 de Abril de 1917†           | | 1371                      |                     |
| Northfields       | Piccadilly[m]                                     | Ealing                 | Zona 3          | 16 de Abril de 1908 realocada em 19 de Maio de 1932  | Northfield Halt até 1911, Northfields & Little Ealing 1911-32                                                  | 4059                      |                     |
| Northolt          | Central                                           | Ealing                 | Zona 5          | 21 de Novembro de 1948                               | | 3413                      |                     |
| Northwick Park    | Metropolitan                                      | Brent                  | Zona 4          | 28 de Junho de 1923                                  | Northwick Park and Kenton até 1933                                                                             | 3540                      |                     |
| Northwood         | Metropolitan                                      | Hillingdon             | Zona 6          | 1 de Setembro de 1887                                | | 1943                      |                     |
| Northwood Hills   | Metropolitan                                      | Hillingdon             | Zona 6          | 13 de Novembro de 1933                               | | 1282                      |                     |
| Notting Hill Gate | District[c], Central, Circle                      | Kensington and Chelsea | Zona 1 & Zona 2 | 1 de Outubro de 1868                                 | | 16895                     |                     |
| Oakwood           | Piccadilly                                        | Enfield                | Zona 5          | 13 de Março de 1933                                  | Enfield West até 1934, Enfield West (Oakwood) 1934-46                                                          | 2612                      |                     |
| Old Street        | Northern                                          | Islington Hackney      | Zona 1          | 17 de Novembro de 1901†, 14 de Fevereiro de 1904*    | | 17927                     |                     |
| Osterley          | Piccadilly[m]                                     | Hounslow               | Zona 4          | 1 de Maio de 1883, realocada em 25 de Março de 1934  | Osterley & Spring Grove até resiting                                                                           | 2056                      |                     |
| Oval              | Northern                                          | Lambeth                | Zona 2          | 18 de Dezembro de 1890                               | Kennington (Oval) até 1894.                                                                                    | 5922                      |                     |
| Oxford Circus     | Central, Bakerloo, Victoria                       | Cidade de Westminster  | Zona 1          | 30 de Julho de 1900                                  | | 72046                     |                     |
| Paddington        | District[b], Circle, Bakerloo, Hammersmith & City | Cidade de Westminster  | Zona 1          | 1854#, 10 de Janeiro de 1863†                        | H&C station: Paddington (Bishop's Road) até 1933/Circle & District station: Paddington (Praed Street) até 1948 | 37237                     |                     |
| Park Royal        | Piccadilly                                        | Ealing                 | Zona 3          | 23 de Junho de 1903, realocada em 6 de Julho de 1931 | Park Royal & Twyford Abbey até 1931, Park Royal 1931-6, Park Royal (Hanger Hill) 1936-47                       | 1591                      |                     |
| Parsons Green     | District                                          | Hammersmith and Fulham | Zona 2          | 1 de Março de 1880                                   | | 5075                      |                     |
| Perivale          | Central                                           | Ealing                 | Zona 4          | 2 de Maio de 1904*, 30 de Junho de 1947†             | Perivale Halt                                                                                                  | 1969                      |                     |
| Piccadilly Circus | Bakerloo, Piccadilly                              | Cidade de Westminster  | Zona 1          | 10 de Março de 1906                                  | | 38087                     |                     |
| Pimlico           | Victoria                                          | Cidade de Westminster  | Zona 1          | 14 de Setembro de 1972                               | | 8018                      |                     |
| Pinner            | Metropolitan                                      | Harrow                 | Zona 5          | 25 de Maio de 1885                                   | | 2253                      |                     |
| Plaistow          | District, Hammersmith & City[j]                   | Newham                 | Zona 3          | 31 de Março de 1858*, 2 de Junho de 1902†            | | 5881                      |                     |
| Pontoon Dock      | DLR (Woolwich Arsenal Branch)                     | Newham                 | Zona 3          | 2 de Dezembro de 2005                                | | desconhecido              |                     |
| Poplar            | DLR                                               | Tower Hamlets          | Zona 2          | 21 de Agosto de 1987                                 | | desconhecido              |                     |
| Preston Road      | Metropolitan                                      | Brent                  | Zona 4          | 21 de Maio de 1908 realocada em 3 de Janeiro de 1932 | Preston Road Halt                                                                                              | 3032                      |                     |
| Prince Regent     | DLR (Beckton Branch)                              | Newham                 | Zona 3          | 28 de Março de 1994                                  | | desconhecido              |                     |
| Pudding Mill Lane | DLR (Stratford Branch)                            | Newham                 | Zona 2 & Zona 3 | 15 de Janeiro de 1996                                | | desconhecido              |                     |
| Putney Bridge     | District                                          | Hammersmith and Fulham | Zona 2          | 1 de Março de 1880                                   | Putney Bridge and Fulham até 1902, Putney Bridge and Hurlingham 1902-32                                        | 5624                      |                     |
| Queen's Park      | Bakerloo                                          | Brent                  | Zona 2          | 2 de Junho de 1879*, 11 de Fevereiro de 1915†        | | 5045                      |                     |
| Queensbury        | Jubilee[e]                                        | Brent                  | Zona 4          | 16 de Dezembro de 1934                               | | 3192                      |                     |
| Queensway         | Central                                           | Cidade de Westminster  | Zona 1          | 30 de Julho de 1900                                  | Queen's Road                                                                                                   | 8045                      |                     |
| Ravenscourt Park  | District                                          | Hammersmith and Fulham | Zona 2          | 1 de Janeiro de 1873*, 1 de Junho de 1877†           | Shaftesbury Road até 1888                                                                                      | 2590                      |                     |
| Rayners Lane      | Metropolitan, Piccadilly[k]                       | Harrow                 | Zona 5          | 26 de Maio de 1906                                   | | 3813                      |                     |
| Redbridge         | Central                                           | Redbridge              | Zona 4          | 14 de Dezembro de 1947                               | Proposed names before opening included West Ilford and Red House                                               | 227                       |                     |
| Regent's Park     | Bakerloo                                          | Cidade de Westminster  | Zona 1          | 10 de Março de 1906                                  | | 2874                      |                     |
| Richmond          | District                                          | Richmond               | Zona 4          | 27 de Julho de 1846#, 1 de Junho de 1877†            | | 7309                      |                     |
| Rickmansworth     | Metropolitan                                      | Three Rivers           | Zona 7[G]       | 1 de Setembro de 1887                                | | 1869                      |                     |
| Roding Valley     | Central                                           | Redbridge              | Zona 4[F]       | 3 de Fevereiro de 1936*, 21 de Novembro de 1948†     | Roding Valley Halt                                                                                             | 0201                      |                     |
| Royal Albert      | DLR (Beckton Branch)                              | Newham                 | Zona 3          | 28 de Março de 1994                                  | | desconhecido              |                     |
| Royal Oak         | Hammersmith & City                                | Cidade de Westminster  | Zona 2          | 4 de Junho de 1838*, 30 de Outubro de 1871†          | | 1545                      |                     |
| Royal Victoria    | DLR (Beckton Branch)                              | Newham                 | Zona 3          | 28 de Março de 1994                                  | | desconhecido              |                     |
| Ruislip           | Metropolitan, Piccadilly[k]                       | Hillingdon             | Zona 6          | 4 de Julho de 1904                                   | | 1571                      |                     |
| Ruislip Gardens   | Central                                           | Hillingdon             | Zona 5          | 9 de Julho de 1934*, 29 de Novembro de 1948†         | | 0771                      |                     |
| Ruislip Manor     | Metropolitan, Piccadilly[k]                       | Hillingdon             | Zona 6          | 5 de Agosto de 1912                                  | Ruislip Manor Halt                                                                                             | 1477                      |                     |
| Russell Square    | Piccadilly                                        | Camden                 | Zona 1          | 15 de Dezembro de 1906                               | | 13592                     |                     |

### S-V
| Estação                | Linhas(s)[C]                             | Autoridade Local       | Zona(s)         | Data de Abertura[D]                                                                                               | Nomes Anteriores(s)                                                                             | Milhões de passageiros[E] | Locais de Interesse |
| ---------------------- | ---------------------------------------- | ---------------------- | --------------- | --- | ----------------------------------------------------------------------------------------------- | ------------------------- | ------------------- |
| Seven Sisters          | Victoria                                 | Haringey               | Zona 3          | 22 de Julho de 1872#, 1 de Setembro de 1968†                                                                      |                                                                                                 | 13531                     |                     |
| Shadwell               | DLR (ramal de Bank)                      | Tower Hamlets          | Zona 2          | 10 de Abril de 1876*, 1 de Outubro de 1884†, 31 de Agosto de 1987‡                                                | Shadwell & St George's-in-the-East 1900-18                                                      | 1787                      |                     |
| Shepherd's Bush        | Central                                  | Hammersmith and Fulham | Zona 2          | 30 de Julho de 1900                                                                                               |                                                                                                 | 12136                     |                     |
| Shepherd's Bush Market | Hammersmith & City[d]                    | Hammersmith and Fulham | Zona 2          | 1 de Abril de 1914                                                                                                | Shepherd's Bush até 2008                                                                        | 3419                      |                     |
| Sloane Square          | District[i], Circle                      | Kensington and Chelsea | Zona 1          | 24 de Dezembro de 1868                                                                                            |                                                                                                 | 1391                      |                     |
| Snaresbrook            | Central                                  | Redbridge              | Zona 4          | 22 de Agosto de 1856*, 14 de Dezembro de 1947†                                                                    |                                                                                                 | 216                       |                     |
| South Ealing           | Piccadilly[m]                            | Ealing                 | Zona 3          | 1 de Maio de 1883                                                                                                 |                                                                                                 | 3446                      |                     |
| South Harrow           | Piccadilly[h]                            | Harrow                 | Zona 5          | 28 de Junho de 1903                                                                                               | South Harrow & Roxeth                                                                           | 2177                      |                     |
| South Kensington       | District[i], Piccadilly, Circle          | Kensington and Chelsea | Zona 1          | 24 de Dezembro de 1868                                                                                            |                                                                                                 | 28251                     |                     |
| South Kenton           | Bakerloo                                 | Brent                  | Zona 4          | 3 de Julho de 1933                                                                                                |                                                                                                 | 0806                      |                     |
| South Quay             | DLR ((ramal de Lewisham))                | Tower Hamlets          | Zona 2          | 31 de Agosto de 1987                                                                                              |                                                                                                 | desconhecido              |                     |
| South Ruislip          | Central                                  | Hillingdon             | Zona 5          | 1 de Maio de 1908*, 23 de Novembro de 1948†                                                                       | Northolt Junction até 1932, South Ruislip and Northolt Junction 1932-47                         | 1522                      |                     |
| South Wimbledon        | Northern                                 | Merton                 | Zona 3 & Zona 4 | 13 de Setembro de 1926                                                                                            | South Wimbledon (Merton)                                                                        | 372                       |                     |
| South Woodford         | Central                                  | Redbridge              | Zona 4          | 22 de Agosto de 1856*, 14 de Dezembro de 1947†                                                                    | George Lane até 1937, South Woodford (George Lane) 1937-50                                      | 3711                      |                     |
| Southfields            | District                                 | Wandsworth             | Zona 3          | 3 de Junho de 1889                                                                                                |                                                                                                 | 5741                      |                     |
| Southgate              | Piccadilly                               | Enfield                | Zona 4          | 13 de Março de 1933                                                                                               |                                                                                                 | 4805                      |                     |
| Southwark              | Jubilee                                  | Southwark              | Zona 1          | 24 de Setembro de 1999                                                                                            |                                                                                                 | 8521                      |                     |
| St. James's Park       | District[i], Circle                      | Cidade de Westminster  | Zona 1          | 24 de Dezembro de 1868                                                                                            |                                                                                                 | 13084                     |                     |
| St. John's Wood        | Jubilee[g]                               | Cidade de Westminster  | Zona 2          | 20 de Novembro de 1939                                                                                            |                                                                                                 | 6651                      |                     |
| St. Paul's             | Central                                  | Cidade de Londres      | Zona 1          | 30 de Julho de 1900                                                                                               | Post Office até 1937, proposed names were Newgate Street and General Post Office before opening | 13231                     |                     |
| Stamford Brook         | District                                 | Hammersmith and Fulham | Zona 2          | 1 de Fevereiro de 1912                                                                                            |                                                                                                 | 2780                      |                     |
| Stanmore               | Jubilee[e]                               | Harrow                 | Zona 5          | 10 de Dezembro de 1932                                                                                            |                                                                                                 | 2828                      |                     |
| Stepney Green          | District[j], Hammersmith & City          | Tower Hamlets          | Zona 2          | 23 de Junho de 1902                                                                                               |                                                                                                 | 4033                      |                     |
| Stockwell              | Northern, Victoria                       | Lambeth                | Zona 2          | 18 de Dezembro de 1890                                                                                            |                                                                                                 | 7995                      |                     |
| Stonebridge Park       | Bakerloo                                 | Brent                  | Zona 3          | 15 de Junho de 1912*, 16 de Abril de 1917†                                                                        |                                                                                                 | 2084                      |                     |
| Stratford              | Central, DLR (Stratford Branch), Jubilee | Newham                 | Zona 3          | 1839*, 4 de Dezembro de 1946†, 31 de Agosto de 1987‡                                                              |                                                                                                 | 25627                     |                     |
| Sudbury Hill           | Piccadilly[h]                            | Ealing, Harrow         | Zona 4          | 28 de Junho de 1903                                                                                               |                                                                                                 | 2212                      |                     |
| Sudbury Town           | Piccadilly[h]                            | Brent, Ealing          | Zona 4          | 28 de Junho de 1903                                                                                               |                                                                                                 | 2294                      |                     |
| Swiss Cottage          | Jubilee[g]                               | Camden                 | Zona 2          | 20 de Novembro de 1939                                                                                            |                                                                                                 | 7244                      |                     |
| Temple                 | District[i], Circle                      | Cidade de Westminster  | Zona 1          | 30 de Maio de 1870                                                                                                |                                                                                                 | 7349                      |                     |
| Theydon Bois           | Central                                  | Epping Forest          | Zona 6          | 24 de Abril de 1865*, 25 de Setembro de 1949†                                                                     | Theydon até de Dezembro de 1865                                                                 | 0641                      |                     |
| Tooting Bec            | Northern                                 | Wandsworth             | Zona 3          | 13 de Setembro de 1926                                                                                            | Trinity Road, then Trinity Road (Tooting Bec)                                                   | 7093                      |                     |
| Tooting Broadway       | Northern                                 | Wandsworth             | Zona 3          | 13 de Setembro de 1926                                                                                            |                                                                                                 | 13186                     |                     |
| Tottenham Court Road   | Central, Northern                        | Cidade de Westminster  | Zona 1          | 30 de Julho de 1900                                                                                               | Oxford Street only on Northern 1907-8                                                           | 37289                     |                     |
| Tottenham Hale         | Victoria                                 | Haringey               | Zona 3          | 15 de Setembro de 1840*, 1 de Setembro de 1968†                                                                   | Tottenham                                                                                       | 7700                      |                     |
| Totteridge & Whetstone | Northern                                 | Barnet                 | Zona 4          | 1 de Abril de 1872*, 14 de Abril de 1940†                                                                         | Whetstone and Totteridge até 1874                                                               | 1650                      |                     |
| Tower Gateway          | DLR (ramal de Bank)                      | Cidade de Londres      | Zona 1          | 31 de Agosto de 1987                                                                                              |                                                                                                 | desconhecido              |                     |
| Tower Hill             | District[i], Circle                      | Tower Hamlets          | Zona 1          | 25 de Setembro de 1882, realocada em 12 de Outubro de 1884, realocada no local original em 5 de Fevereiro de 1967 | [The] Tower of London 1882-4, Mark Lane 1884-1946 Proposed name before opening: Trinity Square  | 1944                      |                     |
| Tufnell Park           | Northern                                 | Islington              | Zona 2          | 22 de Junho de 1907                                                                                               |                                                                                                 | 3243                      |                     |
| Turnham Green          | District, Piccadilly                     | Hounslow               | Zona 2 & Zona 3 | 1 de Janeiro de 1869*, 1 de Junho de 1877†                                                                        |                                                                                                 | 5900                      |                     |
| Turnpike Lane          | Piccadilly                               | Haringey               | Zona 3          | 19 de Setembro de 1932                                                                                            |                                                                                                 | 9765                      |                     |
| Upminster              | District                                 | Havering               | Zona 6          | 1 de Maio de 1885*, 2 de Junho de 1902†                                                                           |                                                                                                 | 4569                      |                     |
| Upminster Bridge       | District                                 | Havering               | Zona 6          | 17 de Dezembro de 1934                                                                                            |                                                                                                 | 0781                      |                     |
| Upney                  | District                                 | Barking and Dagenham   | Zona 4          | 12 de Setembro de 1932                                                                                            |                                                                                                 | 1861                      |                     |
| Upton Park             | District[j], Hammersmith & City          | Newham                 | Zona 3          | 1877*, 2 de Junho de 1902†                                                                                        |                                                                                                 | 8839                      |                     |
| Uxbridge               | Metropolitan, Piccadilly[k]              | Hillingdon             | Zona 6          | 4 de Julho de 1904, realocada em 4 de Dezembro de 1938                                                            |                                                                                                 | 6485                      |                     |

### V-W
| Estação             | Linhas(s)[C]                                 | Autoridade Local       | Zona(s)         | Data de Abertura[D]                                        | Nomes Anteriores(s)                                                          | Milhões de passageiros[E] | Locais de Interesse |
| ------------------- | -------------------------------------------- | ---------------------- | --------------- | ---------------------------------------------------------- | ---------------------------------------------------------------------------- | ------------------------- | ------------------- |
| Vauxhall            | Victoria                                     | Lambeth                | Zona 1 & Zona 2 | 11 de Julho de 1848#, 23 de Julho de 1971†                 |                                                                              | 18822                     |                     |
| Victoria            | District[i], Circle, Victoria                | Cidade de Westminster  | Zona 1          | 1862#, 24 de Dezembro de 1868†                             |                                                                              | 66749                     |                     |
| Walthamstow Central | Victoria                                     | Waltham Forest         | Zona 3          | 26 de Abril de 1870#, 1 de Setembro de 1968†               | Walthamstow (Hoe Street) até 1968                                            | 13743                     |                     |
| Wanstead            | Central                                      | Redbridge              | Zona 4          | 14 de Dezembro de 1947                                     |                                                                              | 2212                      |                     |
| Warren Street       | Northern, Victoria                           | Camden                 | Zona 1          | 22 de Junho de 1907                                        | Euston Road até 1908                                                         | 14174                     |                     |
| Warwick Avenue      | Bakerloo                                     | Cidade de Westminster  | Zona 2          | 31 de Janeiro de 1915                                      |                                                                              | 4223                      |                     |
| Waterloo            | Waterloo & City, Bakerloo, Northern, Jubilee | Lambeth                | Zona 1          | 11 de Julho de 1848#, 10 de Março de 1906†                 |                                                                              | 74844                     |                     |
| Watford             | Metropolitan                                 | Watford                | Zona 7[G]       | 2 de Novembro de 1925                                      |                                                                              | 1642                      |                     |
| Wembley Central     | Bakerloo                                     | Brent                  | Zona 4          | 1842*, 16 de Abril de 1917†                                | Sudbury até 1882, Sudbury & Wembley 1882-1910, Wembley for Sudbury 1910-1948 | 3168                      |                     |
| Wembley Park        | Metropolitan, Jubilee[f]                     | Brent                  | Zona 4          | 12 de Maio de 1894                                         |                                                                              | 11907                     |                     |
| West Acton          | Central                                      | Ealing                 | Zona 3          | 5 de Novembro de 1923                                      |                                                                              | 1561                      |                     |
| West Brompton       | District                                     | Kensington and Chelsea | Zona 2          | 1866#, 12 de Abril de 1869                                 |                                                                              | 3777                      |                     |
| West Finchley       | Northern                                     | Barnet                 | Zona 4          | 1 de Março de 1933*, 14 de Abril de 1940†                  |                                                                              | 1164                      |                     |
| West Ham            | District[j], Hammersmith & City, Jubilee     | Newham                 | Zona 3          | 1901*, 2 de Junho de 1902†                                 | West Ham Manor Road 1924-69                                                  | 3169                      |                     |
| West Hampstead      | Jubilee[e]                                   | Camden                 | Zona 2          | 30 de Junho de 1879                                        |                                                                              | 7459                      |                     |
| West Harrow         | Metropolitan                                 | Harrow                 | Zona 5          | 17 de Novembro de 1913                                     |                                                                              | 115                       |                     |
| West India Quay     | DLR ((ramal de Lewisham))                    | Tower Hamlets          | Zona 2          | 31 de Agosto de 1987                                       |                                                                              | -                         |                     |
| West Kensington     | District                                     | Hammersmith and Fulham | Zona 2          | 9 de Setembro de 1874                                      | North End (Fulham) até 1877                                                  | 4838                      |                     |
| West Ruislip        | Central                                      | Hillingdon             | Zona 6          | 2 de Abril de 1906*, 21 de Novembro de 1948†               | Ruislip & Ickenham até 1947; West Ruislip (for Ickenham) até early 1960s     | 1253                      |                     |
| West Silvertown     | DLR (Woolwich Arsenal Branch)                | Newham                 | Zona 3          | 2 de Dezembro de 2005                                      |                                                                              | desconhecido              |                     |
| Westbourne Park     | Hammersmith & City[d]                        | Cidade de Westminster  | Zona 2          | 1 de Fevereiro de 1866, realocada em 31 de Outubro de 1871 |                                                                              | 2873                      |                     |
| Westferry           | DLR (ramal de Bank)                          | Tower Hamlets          | Zona 2          | 31 de Agosto de 1987                                       |                                                                              | -                         |                     |
| Westminster         | District[i], Circle, Jubilee                 | Cidade de Westminster  | Zona 1          | 24 de Dezembro de 1868                                     | Westminster Bridge até 1907                                                  | 18363                     |                     |
| White City          | Central                                      | Hammersmith and Fulham | Zona 2          | 23 de Novembro de 1947                                     |                                                                              | 7435                      |                     |
| Whitechapel         | District[j], Hammersmith & City              | Tower Hamlets          | Zona 2          | 10 de Abril de 1876*, 1 de Outubro de 1884†                | Whitechapel (Mile End) até 1901                                              | 12427                     |                     |
| Willesden Green     | Jubilee[e]                                   | Brent                  | Zona 2 & Zona 3 | 24 de Novembro de 1879                                     |                                                                              | 8516                      |                     |
| Willesden Junction  | Bakerloo                                     | Brent                  | Zona 3          | 1866*, 10 de Maio de 1915†                                 |                                                                              | 3428                      |                     |
| Wimbledon           | District                                     | Merton                 | Zona 3          | 21 de Maio de 1838#, 3 de Junho de 1889†                   |                                                                              | 14761                     |                     |
| Wimbledon Park      | District                                     | Merton                 | Zona 3          | 3 de Junho de 1889                                         |                                                                              | 2074                      |                     |
| Wood Lane           | Hammersmith and City                         | Hammersmith and Fulham | Zona 2          | 12 de Outubro de 2008                                      |                                                                              | desconhecido              |                     |
| Wood Green          | Piccadilly                                   | Haringey               | Zona 3          | 19 de Setembro de 1932                                     |                                                                              | 10968                     |                     |
| Woodford            | Central                                      | Redbridge              | Zona 4          | 22 de Agosto de 1856*, 14 de Dezembro de 1947†             |                                                                              | 4247                      |                     |
| Woodside Park       | Northern                                     | Barnet                 | Zona 4          | 1 de Abril de 1872*, 12 de Abril de 1940†                  | Torrington Park, Woodside até 1882                                           | 2203                      |                     |
| Woolwich Arsenal    | DLR (Woolwich Arsenal Branch)                | Greenwich              | Zona 4          | 1 de Novembro de 1849#, 10 de Janeiro de 2009‡             |                                                                              |                           |                     |

## Ligações Externas
Geral
- Transport for London
- Sobre o DLR - Factos pela TfL

## Mais Informações
- Connor, J.E. (1999). London's Disused Underground Stations. [S.l.]: Capital Transport. ISBN 185414-250-X. OCLC 57630283
- Gillham, John C. The Waterloo & City Railway. [S.l.]: Oakwood Press. ISBN 9780853615255. OCLC 59402958
- Harris, Cyril M. (2006) [1977]. What's em a name?. [S.l.]: Capital History. ISBN 1-85414-241-0. OCLC 56714963
- Lee, Charles E. (1973). The Bakerloo line, a Brief History. London: London Transport. OCLC 59999073
- Lee, Charles E. The Central line, a Brief History. London: London Transport. OCLC 3470185
- Lee, Charles E. (1973). The District line, a Brief History. London: London Transport. OCLC 59999301
- Lee, Charles E. (1976). The East London Line and the Thames Tunnel, a Brief History. London: London Transport. OCLC 24459581
- Lee, Charles E. (1972). The Metropolitan line, a Brief History. London: London Transport. OCLC 59999061
- Lee, Charles E. (1973). The Northern line, a Brief History. London: London Transport. OCLC 59999137
- Lee, Charles E. (1973). The Piccadilly line, a Brief History. London: London Transport. OCLC 59999126
- Menear, Laurence (1983). London's Underground Stations, a Social and Architectural Study. [S.l.]: Midas Books. ISBN 9780859361248. OCLC 12695214
- Wolmar, Christian (2004). The Subterranean Railway: How the London Underground Was Built and How It Changed the City Forever. [S.l.]: Atlantic Books. ISBN 1-84354-023-1. OCLC 60794863